# Morning Musume Concert Tour 2010 Aki ~Rival Survival~
Albums de Morning Musume
Concert Tour 2010 Haru
(2010) Concert Tour 2011 Spring
(2011)
Morning Musume Concert Tour 2010 Aki ~Rival Survival~ (モーニング娘。コンサートツアー2010秋~ライバルサバイバル~) est une vidéo musicale (DVD) du groupe de J-pop Morning Musume, la vingt-quatrième d'un concert du groupe.

## Présentation
La vidéo sort au format double-DVD le 23 février 2011 au Japon sous le label zetima, puis au format Blu-ray le 13 avril 2011 après un report de deux semaines. Le DVD atteint la 11e place à l'Oricon, et reste classé pendant quatre semaines.
Le concert avait été filmé deux mois auparavant, le 15 décembre 2010, dans la salle Yokohama Arena. Treize titres sortis en singles par le groupe (dont six en "face B") sont interprétés, ainsi que dix autres titres tirés de ses divers albums dont quatre dans un medley. La chanson sortie en single par ses membres en tant que Muten Musume est également interprétée. Chacune des huit membres interprète en solo une chanson : cinq chansons du groupe dont trois dans le medley, et trois chansons d'autres chanteuses du Hello! Project. Un autre titre n'est interprété que par les trois membres de la "6e génération".
C'est le concert de graduation de trois des membres : Eri Kamei, Jun Jun et Lin Lin, au terme duquel elles quittent officiellement le groupe et le Hello! Project, pour raison médicale pour la première et sur décision du producteur pour les deux autres.

## Membres
- 5e génération : Ai Takahashi, Risa Niigaki
- 6e génération : Eri Kamei, Sayumi Michishige, Reina Tanaka
- 8e génération : Aika Mitsui, Jun Jun, Lin Lin

## Liste des titres
La version Blu-ray contient les mêmes titres, mais sur un seul disque.
| 1.  | Opening                                                                  | Présentation                                   |  |
| 2.  | Sōda! We're Alive (そうだ! We're ALIVE)                                  | de l'album 4th Ikimasshoi!                     |  |
| 3.  | Hand Made City (Hand made CITY)                                          | du single Kanashimi Twilight et de Zen Single  |  |
| 4.  | VTR - Member Introduction (VTR映像 (メンバー紹介)                        | Présentation                                   |  |
| 5.  | Appare Kaiten Zushi! (あっぱれ回転ずし!)                                 | single de Muten Musume ; de Petit Best 11      |  |
| 6.  | MC 1                                                                     | Présentation                                   |  |
| 7.  | Nakidasu Kamo Shirenai yo (泣き出すかもしれないよ)                       | du single Onna ga Medatte Naze Ikenai          |  |
| 8.  | Onna ga Medatte Naze Ikenai (女が目立って なぜイケナイ)                  | de l'album 10 My Me                            |  |
| 9.  | Tsuyoki de Yukōze! (強気で行こうぜ!)                                     | de l'album No.5                                |  |
| 10. | MC 2                                                                     | Présentation                                   |  |
| 11. | Medley (...) (Medley de quatre titres par divers membres - voir détails) | des albums Platinum 9, 7.5 Fuyu, 10 My Me      |  |
| 12. | MC 3                                                                     | Présentation                                   |  |
| 13. | Aisaresugiru Koto wa Nai no yo (愛され過ぎることはないのよ)              | du single Onna to Otoko no Lullaby Game        |  |
| 14. | Ookii Hitomi (大きい瞳) (par Kamei, Michishige, Tanaka)                  | de l'album 10 My Me                            |  |
| 15. | Yūgure Sakusen Kaigi (夕暮れ作戦会議) (par Risa Niigaki)                 | de l'album Shimiwataru Omoi de Natsumi Abe     |  |
| 16. | Suppin to Namida. (スッピンと涙。) (par Ai Takahashi)                    | du single Suppin to Namida. de Maki Gotō       |  |
| 17. | MC 4                                                                     | Présentation                                   |  |
| 18. | Watarasebashi (渡良瀬橋) (par Lin Lin)                                   | du single Watarasebashi de Aya Matsūra         |  |
| 19. | Furusato (ふるさと) (par Jun Jun)                                        | de l'album Second Morning                      |  |
| 20. | Haru Beautiful Everyday (春 ビューティフル エブリディ) (par Eri Kamei)   | de l'album Sexy 8 Beat                         |  |
| 21. | Seishun Collection (青春コレクション)                                    | de l'album Fantasy! Jūichi                     |  |
| 22. | Kimagure Princess (気まぐれプリンセス)                                   | de l'album 10 My Me                            |  |
| 23. | Odore! Morning Curry (踊れ! モーニングカレー)                            | du single Aruiteru et de Zen Single            |  |
| 24. | 3, 2, 1 Breakin' Out! (3, 2, 1 BREAKIN' OUT!)                            | du single Shōganai Yume Oibito et 'Zen Single' |  |
| 25. | Guruguru Jump (グルグルJUMP)                                             | de l'album Platinum 9 Disc                     |  |
| 26. | MC 5                                                                     | Présentation                                   |  |
| 27. | Tomo (友)                                                                | du single Seishun Collection                   |  |

| 1. | Onna to Otoko no Lullaby Game (女と男のララバイゲーム)                       | de l'album Fantasy! Jūichi               |  |
| 2. | MC 6 : Sotsugyō Ceremony (卒業セレモニー)                                    | Présentation                             |  |
| 3. | Ame no Furanai Hoshi de wa Aisenai Darō? (雨の降らない星では愛せないだろう?) | de l'album Platinum 9 Disc               |  |
| 4. | Ai Araba It's All Right (愛あらば IT'S ALL RIGHT)                            | de la compilation Best! Morning Musume 2 |  |
| 5. | MC 7                                                                         | Présentation                             |  |
| 6. | Namidacchi (涙ッチ)                                                          | de l'album 10 My Me                      |  |

Détails de la piste 11
Medley : Watashi no Miryoku ni Kizukanai Donkan na Hito / Kirakira Fuyu no Shiny G / It's You / Genki Pikappika! (【メドレー】私の魅力に　気付かない鈍感な人 ⇒ キラキラ冬のシャイニーG ⇒ It's You ⇒ 元気ピカッピカッ!)
- Watashi no Miryoku ni Kizukanai Donkan na Hito (私の魅力に 気付かない鈍感な人) (par Aika Mitsui, avec Jun Jun et Lin lin) (de Platinum 9 Disc)
- Kirakira Fuyu no Shiny G (キラキラ冬のシャイニーG) (par Reina Tanaka) (de l'album 7.5 Fuyu Fuyu Morning Musume Mini!)
- It's You (par Sayumi Michishige, avec Takahashi et Kamei) (de l'album Platinum 9 Disc)
- Genki Pikappika! (元気ピカッピカッ!) (de l'album 10 My Me)